# LUNCH BREAK☆STYLE
LUNCH BREAK☆STYLE（ランチブレイクスタイル）は、広島FMのワイド番組。2006年4月3日から2008年3月27日まで放送された。通称はラブスタ。
番組開始当初は恋愛相談や女性関係のコーナーがメインだったが、現在は恋愛相談を含むお悩み相談やサプリメントリクエストなどお昼の栄養補給プログラムというコンセプトの番組である。

## 放送時間
毎週月〜木曜日 11:30 - 13:00

## パーソナリティ
終了時
- 臼井美貴（月・火：2006年4月〜2008年3月27日）※2007年3月までは水・木担当。
- 山口雅美（水・木：2007年4月〜2008年3月27日）※2007年3月までは9ジラジを担当。

過去
- 冨永晃道（月・火:2006年4月〜2007年3月）※現在はVibe ON!MUSICを担当。

## タイムテーブル
- 11:45 はぴねすくらぶラジオショッピング＜提供:メディア・プライス＞
- 11:55 ニュース＋天気予報
- 12:05 LUNCHBREAK☆悩メール劇場part1
- 12:15 （木）NOEVIRSunny!Sunny!Smile＜提供：ノエビア＞
- 12:40 LUNCHBREAK☆悩メール劇場part2（第2・4火）田中宏の廣島オトコ魂

## 過去のコーナー
- KAKEKOMI掲示BANG☆
- みちひのワンポイント風水
- Beauty Price! HOWMUCH??
- “試”Shocking☆SWEETS
- IKEMEN Walker
- LUNCHBREAKクイズdeリクエスト☆
- LUNCHBREAK☆恋愛劇場
- LUNCHBREAK逆電ONAIR
- みちひのファッション風水占い
- LUNCHBREAK☆HAWAIISTYLE

## 番組での出来事
- 田崎真珠との協力で「ラブ☆スタオリジナルアクセサリープロジェクト」と題し、オリジナルのアクセサリーを販売したことがある。クリスマスにバージョンのアクセサリーも販売した。
- 2006年8月28日の放送は冨永が都合でこられなくなったため、水・木担当の臼井が急遽代打を務めた。
- berry（現:池上ケイ）のホームページの日記で番組名がランチブレックススタイルと誤記されていたことがあった。2回目にゲスト出演した際に、冨永がそのことにツッコミを入れていた。
- 2007年1月2日にダイヤモンドシティソレイユ（現:イオンモール広島府中）3階フタバ図書TERAサテライトスタジオでこの番組では初の公開生放送が行われることになった。このプログラムでは、臼井がメインで、冨永がスキー場でのレポートをするというスタイルだった。冨永がスタジオに登場していたのはオープニングとエンディングくらいだった。余談だが、冨永はこの番組の担当前にこのスタジオでの定期公開生放送番組（番組は2006年3月30日に終了）を担当していた。
- 2007年4月からDJと曜日担当が変更。月・火はこれまで水・木担当の臼井が、水・木はこれまでは9ジラジを担当していた山口雅美が担当（現在、月〜木の9ジラジは大窪シゲキが担当）。山口が夏休みの際は、月・火の臼井が代理を務める。尚、月・火担当だった冨永はキムラミチタの後任として、Vibe ON!MUSICを担当するため、2007年3月27日の放送で降板。

## リンク
- LUNCHBREAK☆STYLEホームページ

| 広島エフエム放送 月 - 木曜 11:30 - 13:00                                        | 広島エフエム放送 月 - 木曜 11:30 - 13:00 | 広島エフエム放送 月 - 木曜 11:30 - 13:00 |
| 前番組                                                                          | 番組名                                   | 次番組                                   |
| ------------------------------------------------------------------------------- | ---------------------------------------- | ---------------------------------------- |
| 11:30 info DELI (11:30 - 11:55)MUSIC SOLEIL LUNCHTIME SATELLITE (12:00 - 14:00) | LUNCH BREAK☆STYLE                        | Over The Rainbow                         |